# Mesosemia mancia
Mesosemia mancia is een vlindersoort uit de familie van de prachtvlinders (Riodinidae), onderfamilie Riodininae.
Mesosemia mancia werd in 1870 beschreven door Hewitson.